# Musashi Mizushima
Musashi Mizushima (jap. 水島 武蔵, Mizushima Musashi; * 10. September 1964 in der Präfektur Tokio) ist ein ehemaliger japanischer Fußballspieler und -trainer.

## Karriere
Mizushima erlernte das Fußballspielen in der Jugendmannschaft von FC São Paulo. Seinen ersten Vertrag unterschrieb er 1984 bei FC São Paulo. Danach spielte er bei EC São Bento, Portuguesa und FC Santos. 1989 wechselte er zum japanischen Verein Hitachi. Der Verein spielte in der höchsten Liga des Landes, der Japan Soccer League. Am Ende der Saison 1989/90 stieg der Verein in die Division 2 ab. 1990/91 wurde er mit dem Verein Meister der Division 2. Für den Verein absolvierte er 19 Spiele. 1991 wechselte er zum Erstligisten All Nippon Airways. Mit Gründung der Profiliga J.League 1992 und der damit verbundenen Neuorganisation des japanischen Fußballs wurde der All Nippon Airways zu Yokohama Flügels. Ende 1992 beendete er seine Karriere als Fußballspieler.